# 小美町
小美町（おいちょう）は愛知県岡崎市男川地区の町名。丁番を持たない単独町名であり、18の小字が設置されている。

## 地理
岡崎市の地理的中央からやや南にずれた所に位置する。住宅地が愛知県道35号岡崎設楽線（県道35号の旧道）沿線に形成されている。水田は河川沿岸に、それ以外は基本的に森林である。また、岡崎中央総合公園の一部が町内にまたがっている。町域内に小字が配されているが丁番は振られていない。

### 河川
- 乙川
- 井野木川

### 湖沼
- 椿立池
- 山中沢池
- 河野池

### 小字
| - 字一本地（いつぽんじ） - 字入山手（いりやまて） - 字岩ケ根（いわがね） - 字漆ケ沢（うるしがざわ） - 字河野（かわの） - 字神田（かんだ） | - 字久後畑（くごばた） - 字鴻ケ沢（こうがさわ） - 字師走田（しはすだ） - 字椿立（つばきだち） - 字樋ケ入（といがいり） - 字殿街道（とのかいどう） | - 字中根（なかね） - 字広田（ひろた） - 字深萩（ふかはぎ） - 字補化（ほけ） - 字山中沢（やまなかざわ） - 字吉ガ沢（よしがざわ） |

## 世帯数と人口
2021年（令和3年）10月24日現在の世帯数と人口は以下の通りである。
| 町丁   | 世帯数  | 人口  |
| ------ | ------- | ----- |
| 小美町 | 248世帯 | 659人 |

### 人口の変遷
国勢調査による人口の推移
| 1995年（平成7年）  | 695人 | [ 6 ]  |  |
| 2000年（平成12年） | 695人 | [ 7 ]  |  |
| 2005年（平成17年） | 687人 | [ 8 ]  |  |
| 2010年（平成22年） | 707人 | [ 9 ]  |  |
| 2015年（平成27年） | 710人 | [ 10 ] |  |
| 2017年（平成29年） | 700人 | [ 11 ] |  |
| 2018年（平成30年） | 686人 | [ 12 ] |  |
| 2019年（令和元年） | 682人 | [ 13 ] |  |
| 2020年（令和2年）  | 659人 | [ 14 ] |  |

## 小・中学校の学区
市立小・中学校に通う場合、学区は以下の通りとなる。
| 番・番地等 | 小学校             | 中学校             |
| ---------- | ------------------ | ------------------ |
| 全域       | 岡崎市立男川小学校 | 岡崎市立美川中学校 |

## 歴史
額田郡小美村を前身とする。

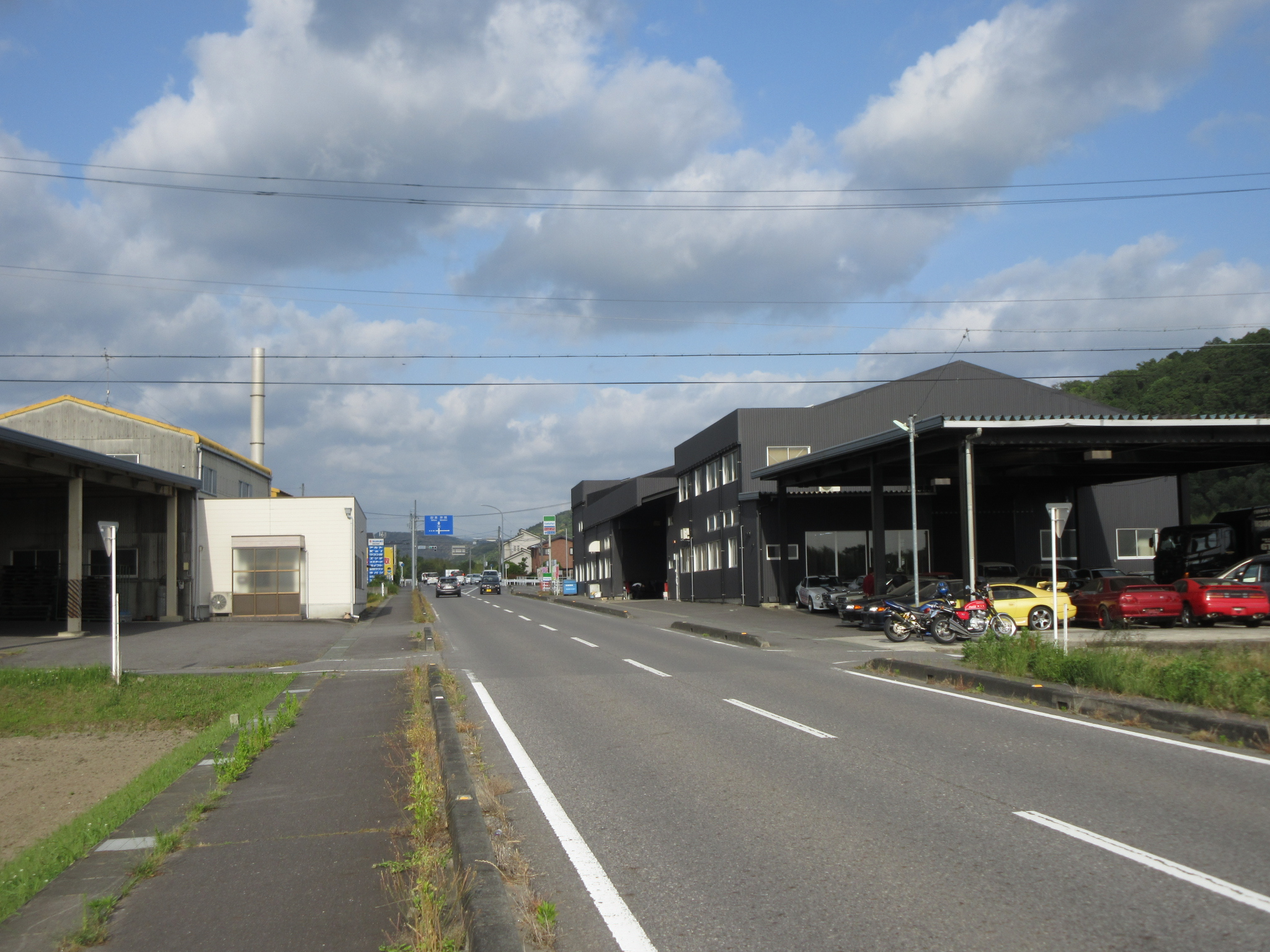
愛知県道35号岡崎設楽線

小美村の成立後、1889年10月1日に近隣の大平村、丸山村、高隆寺村、洞村、欠村と合併し男川村となり小美村は廃止となった。

### 史跡
- 小美城跡

## 交通
- 愛知県道35号岡崎設楽線

## 施設
- 小美町公民館
- 小美児童遊園
- 岡崎中央総合公園の一部
- 小美ポンプ場
- 慈昭院
- 順正寺
- 瓶井神社
- 小美観音
- 日本クリエイト・トレイディング
- 金沢フェルト工業
- 大須賀フェルト
- ロッキーオート

## その他

### 日本郵便
- 郵便番号 : 444-0003[3]（集配局：岡崎郵便局[16]）。

## 参考資料
- 「角川日本地名大辞典」編纂委員会 編『角川日本地名大辞典 23 愛知県』角川書店、1989年3月8日。ISBN 4-04-001230-5。
- 有限会社平凡社地方資料センター 編『日本歴史地名体系第23巻 愛知県の地名』平凡社、1981年。ISBN 4-582-49023-9。